# 라라 플린 보일
라라 플린 보일(Lara Flynn Boyle, 1970년 3월 24일 ~ )은 미국의 배우이다.

## 출연 작품

### 영화
- 과거 속의 음모

### 드라마
- 트윈 픽스